# Papa Zefirino
Zefirino, conosciuto anche come Zefferino o Geferino o Severino (Roma, ... – Roma, 20 dicembre 217), è stato il 15º vescovo di Roma e Papa della Chiesa cattolica, che lo venera come santo. Fu papa dal 199 alla sua morte.

## Biografia
Figlio di un certo Abbondio, succedette nell'incarico di vescovo di Roma a papa Vittore I nell'ultimo periodo dell'impero di Settimio Severo e sotto Caracalla.
Il nuovo papa venne descritto da sant'Ippolito di Roma nel Philosophumena (IX, XI) come un uomo semplice e privo d'istruzione (questa affermazione potrebbe essere interpretata nel senso che Zefirino non aveva intrapreso gli studi più elevati, ma si era dedicato all'amministrazione pratica della Chiesa piuttosto che alla cultura teologica).
Immediatamente dopo la sua elezione, Zefirino richiamò a Roma Callisto (futuro papa) che viveva ad Anzio. Lo nominò diacono e suo segretario e lo incaricò dell'amministrazione dei luoghi di culto che finalmente la Chiesa poteva vantare come proprietà privata, e della supervisione del coemeterium: ci sono infatti prove che sotto papa Vittore I la comunità cristiana romana divenne proprietaria di un luogo comune di sepoltura sulla Via Appia; Zefirino diede la gestione di questo luogo a Callisto.
La posizione dei cristiani, che era rimasta tranquilla nei primi anni di governo dell'imperatore Settimio Severo, andò lentamente degenerando finché, nel 202 o 203, fu emanato un editto di persecuzione che impediva la conversione al Cristianesimo a pena di sanzioni severissime. La causa scatenante della recrudescenza dei rapporti sembra doversi ravvisare nel rifiuto della comunità cristiana di partecipare alle cerimonie che erano state istituite per la celebrazione del decennale dell'ascesa al trono dell'imperatore. Settimio Severo non gradì il comportamento offensivo nei suoi confronti ed emanò dunque decreti anticristiani, le cui sanzioni vennero attenuate o abolite solo quando, l'anno successivo, si giunse ad un compromesso in base al quale i cristiani avrebbero partecipato alle sole cerimonie non in contrasto con i loro principi antipagani. Nulla è però noto riguardo l'esecuzione dell'editto a Roma stessa né sui martiri della Chiesa in questo periodo.
Il Liber pontificalis gli attribuisce due decreti, uno sull'ordinazione del clero e l'altro sulla liturgia eucaristica nelle chiese di Roma, ma, come spesso accade per i primi papi, non ci sono sufficienti prove storiche che attestino questi atti.

### Dispute dottrinali
Gli adepti del predicatore eretico Teodoto di Bisanzio, detto il Pellaio, erano stati scomunicati insieme al loro capo da Papa Vittore, e formarono a Roma una comunità eretica indipendente guidata da un altro Teodoto, detto "il Cambiavalute", e da un certo Esclipedoto. Costoro persuasero un confessore, tale Natalio, che, nonostante le torture subite, non aveva abiurato la sua fede di fronte al giudice pagano, ad essere consacrato vescovo della setta con un pagamento mensile di 170 denarii. Ma Natalio sognò di essere stato torturato dagli angeli e, indossato un abito penitenziale, si cosparse il capo di ceneri e si gettò piangente ai piedi di Zefirino. Confessò il suo errore ed implorò ed ottenne di tornare in comunione con la Chiesa (Eusebio di Cesarea, Historia Ecclesiastica, V, XXXII).
Nello stesso periodo anche i seguaci di Montano operavano con grande energia a Roma. Il montanista Proculo (o Proclo) pubblicò uno scritto in difesa delle nuove profezie; un dotto e rigidamente ortodosso cristiano romano, Caio, scrisse una confutazione di Proclo sotto forma di dialogo, in cui rifiutava l'Apocalisse di Giovanni, che considerava opera dello gnostico Cerinto. In opposizione a Caio, Ippolito scrisse il Capita contra Caium (Eusebio, Historia Ecclesiastica, III, XXVIII; VI, XX).
Ippolito fu il più importante teologo fra i presbiteri romani di questo periodo. Era un sostenitore della dottrina del Logos Divino. Insegnava che il Logos Divino si fece uomo in Cristo, che il Logos si differenzia in ogni cosa da Dio, che il Logos è l'intermediario tra Dio ed il mondo delle creature. Questa dottrina, nella forma in cui fu esposta da Ippolito e dalla sua scuola fece sorgere molti dubbi, e, in contrapposizione alla sua, sorse un'altra scuola teologica, che venne rappresentata a Roma, in questo periodo, da Cleomene e da Sabellio (Monarchianismo modale).
Questi uomini erano rigidi oppositori dell'adozionismo, ma non erano disposti a dare credito all'incarnazione del Logos, ed enfatizzavano soprattutto l'unità assoluta (monarchia) di Dio. Essi spiegavano l'Incarnazione di Cristo come un'altra manifestazione (modus) di Dio nella sua unione con la natura umana. Di conseguenza vennero chiamati Modalisti o Patripassiani, dato che secondo loro non era il Figlio di Dio che era stato crocifisso, ma lo stesso Padre. Il popolo dei cristiani ortodossi credeva fermamente nell'Unità di Dio e nella divinità di Gesù Cristo; inizialmente nessuno fra loro diffidò di questa dottrina e papa Zefirino non si immischiò nella disputa fra le due scuole poiché l'eresia dei Modalisti non fu, all'inizio, chiaramente evidente, e la dottrina di Ippolito opponeva molte difficoltà riguardo alle tradizioni della Chiesa.
Zefirino, in tutta la questione, affermò semplicemente che riconosceva un solo Dio, e questo era il "Signore Gesù Cristo"; era morto il Figlio, non il Padre, e questa era la dottrina della Chiesa. Ippolito, allora, esortò il papa ad emanare un dogma in cui si decretava che la persona di Cristo era diversa da quella del Padre e si condannavano le posizioni del Monarchismo e del Patripassionismo, ma Zefirino non acconsentì. Il risultato fu che Ippolito divenne sempre più irritato ed adirato contro il papa e, soprattutto, contro il diacono Callisto che, come suo consigliere, riteneva responsabile (probabilmente a ragione) della posizione assunta. Ci sono buone ragioni per credere che l'astio nei confronti di Zefirino fosse anche dettato da una sorta di risentimento di Ippolito per la prestigiosa posizione affidata a Callisto, alla quale anch'egli aspirava. Quando, dopo la morte di Zefirino, Callisto fu eletto vescovo di Roma, Ippolito si allontanò dalla Chiesa e, insieme ai suoi seguaci, provocò il primo scisma della Chiesa romana, facendosi consacrare a sua volta vescovo di Roma e divenendo così il primo antipapa della storia della Chiesa.

### Morte e sepoltura
Zefirino morì il 20 dicembre 217 e fu sepolto nella Cella Trichora dei Santi Sisto e Cecilia nel cimitero di Callisto sulla via Appia.

## Culto
La sua festa ricorre il 20 dicembre.
Dal Martirologio Romano (ed. 2004):

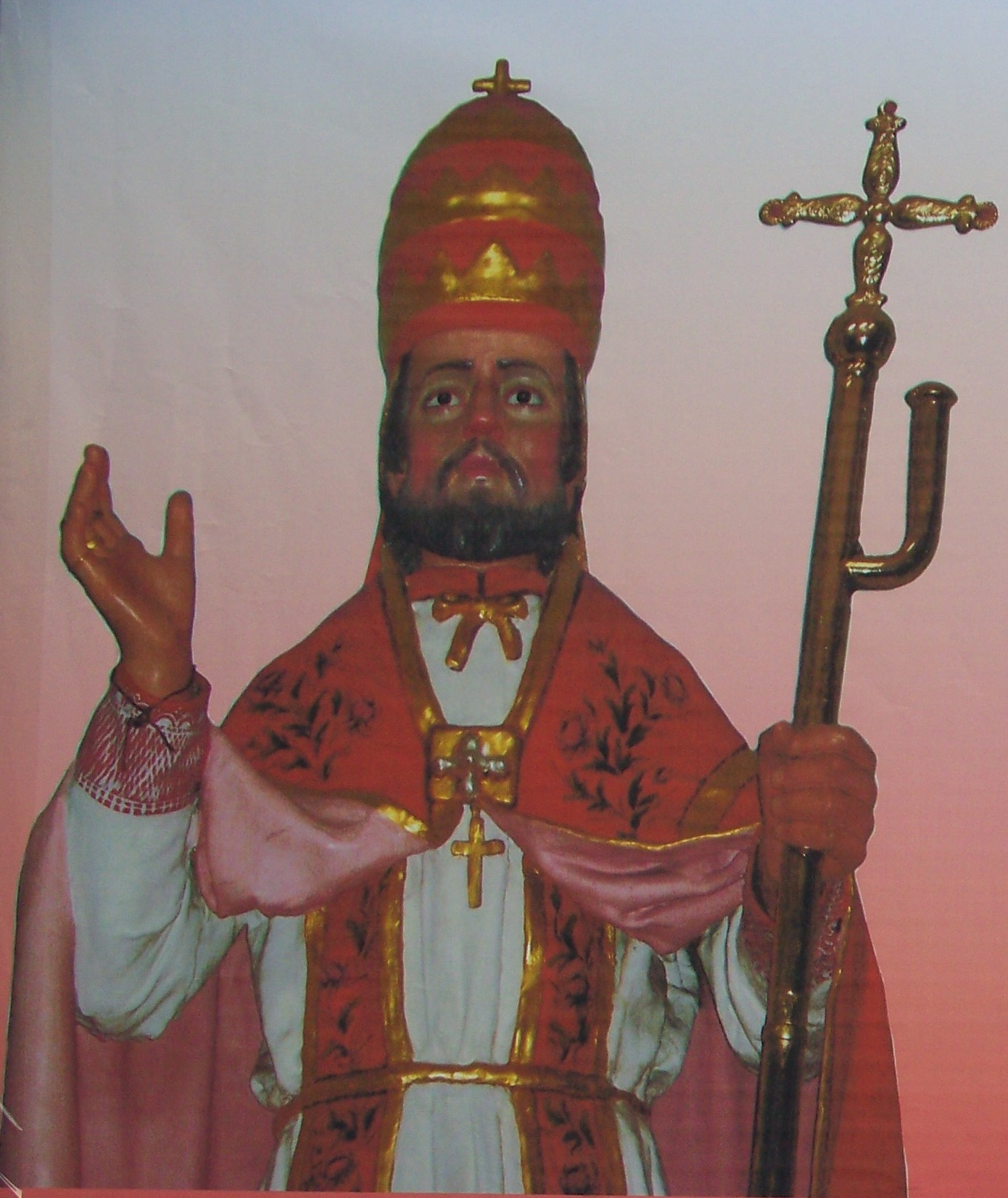
San Zefferino Papa e Martire, patrono di Caldari (Ortona). La statua si trova nella chiesa parrocchiale

È il santo patrono di Caldari, frazione di Ortona (CH) e la sua festa viene commemorata il 26 agosto. La statua processionale è dentro la chiesa parrocchiale, al Santo intitolata.